# Uracanthus fuscus
Uracanthus fuscus là một loài bọ cánh cứng trong họ Cerambycidae.